# Römischer Grabstein (Gröbming)

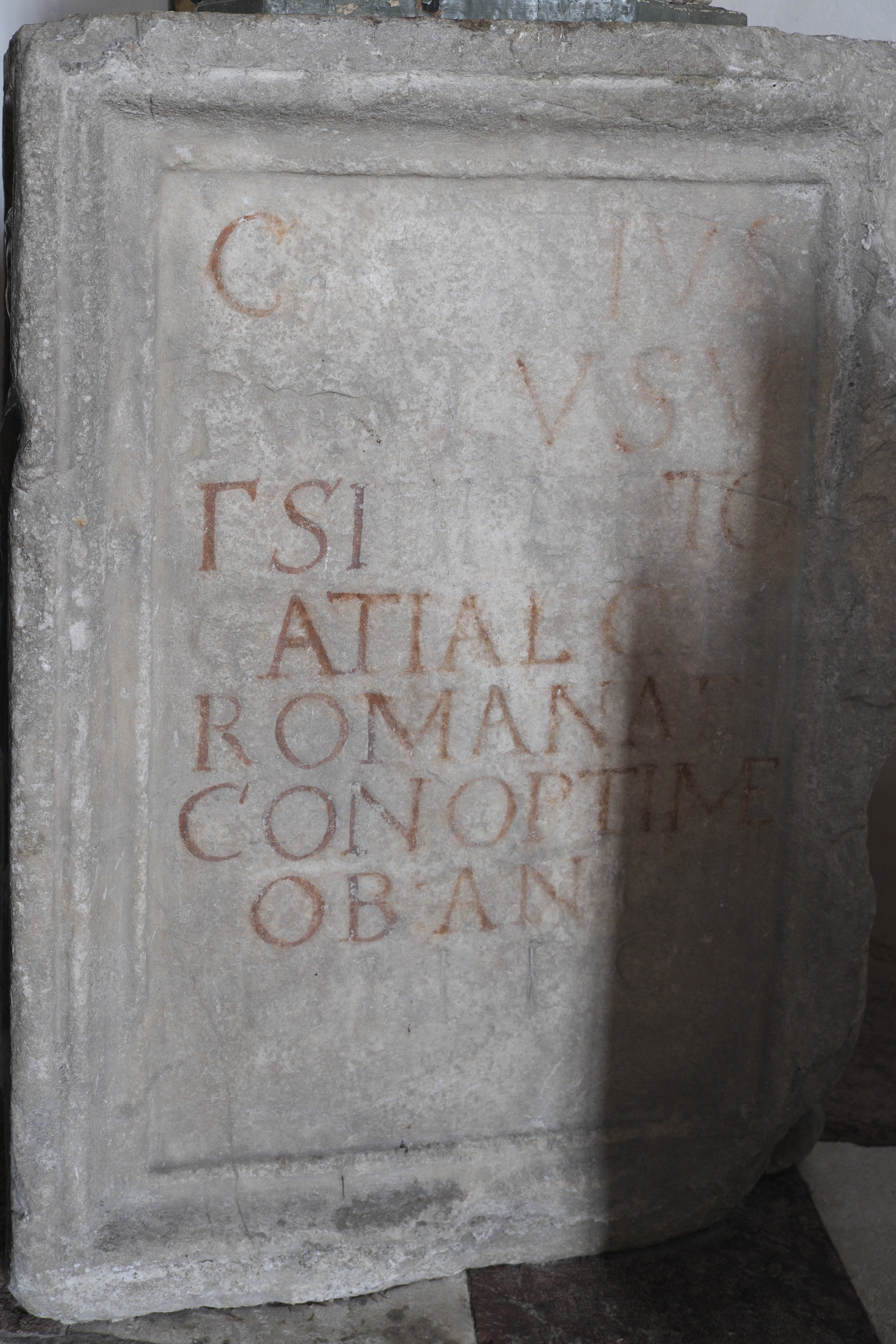
Römischer Grabstein in Gröbming, Inschriftenseite

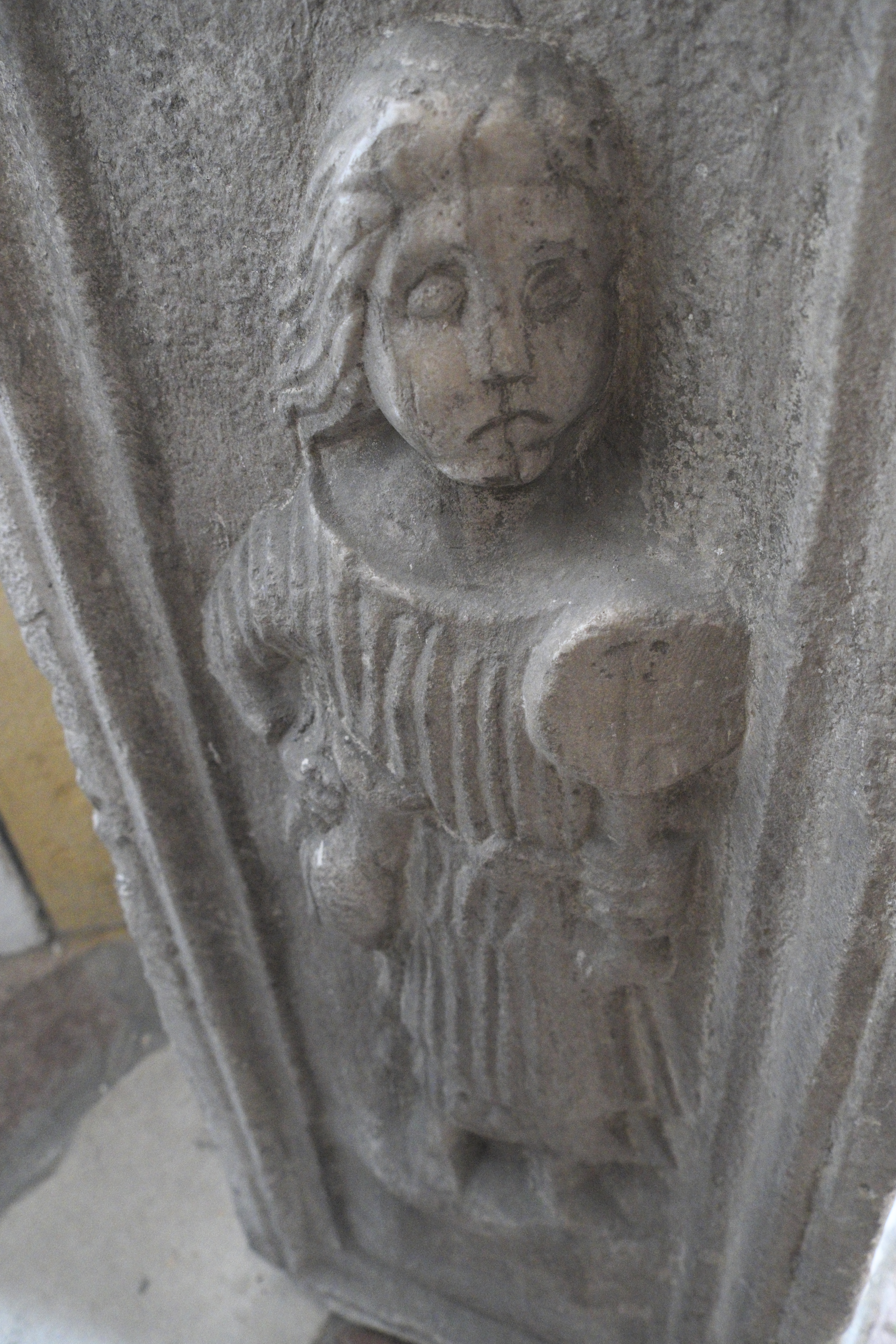
Relief an der Schmalseite

Der römische Grabstein in Gröbming, einer Marktgemeinde im Bezirk Liezen im österreichischen Bundesland Steiermark, befindet sich in der Kreuzkapelle der katholischen Pfarrkirche Mariä Himmelfahrt.

## Beschreibung
Er ist das älteste im Bezirk erhaltene Zeugnis römischer Besiedelung. Der gut erhaltene römische Grabstein stammt aus dem 2. Jahrhundert nach Christus. Die Grabinschrift lautet:
C [A]TTIVS

IVSTVS V

F SIBI ET TO

CATIAE C F

ROMANAE

CON OPTIMAE

OB AN L

FILI F C
Transkription: C(aius) [A]ttius / Iustus v(ivus) / f(ecit) sibi et To/catiae C(ai) f(iliae) / Romanae / con(iugi) optimae / ob(itae) an(norum) L / fili(i) f(aciendum) c(uraverunt)
Übersetzung: Caius Attius Iustus hat zu Lebzeiten für sich und Tocatia, des Caius Tochter Romana, der besten Gemahlin, verstorben mit 50 Jahren, den Grabstein gestiftet, die Söhne sorgten sich um die Ausführung.